# Evanescence EP
Evanescence EP este primul EP al formației rock Evanescence. A fost realizat de Amy Lee și Ben Moody la un concert din 1998. CD-R-urile au câte cinci "E"-uri negre imprimate pe ele, câteodată semnate de Lee și Moody. Ca și Sound Asleep EP, sunt foarte rare: doar 100 de copii au fost făcute.
Pe coperă figurează sculptura Angel of Grief de William Wetmore Story, pe care o putem găsi și pe coperta Nightwish: Once și The Tea Party: The Edges Of Twilight. Imprimarea de pe EP este de calitate redusă, deseori lăsînd impresia unui fals, ceea ce nu e adevărat.

## Track list
1. "Where Will You Go" (versiunea EP) [1]– 3:55
2. "Solitude" – 5:46
3. "Imaginary" (versiunea EP) [1] – 4:01
4. "Exodus" – 3:04
5. "So Close" – 4:30
6. "Understanding" [2] – 7:23
7. "The End" [3]– 1:59

### Alte piese
Albumul trebuia să includă alte patru piese, dar au fost scoase înainte de realizare:
- "My Immortal" [4]
- "Give Unto Me"
- "October"
- "Understanding" (versiunea acustică) [5]

## Sample
| (audio)                                                 | \| Imaginary (info) \| \| "Imaginary" din Evanescence EP \| \| Understanding (info) \| \| "Understanding" din 'Evanescence EP' și Sound Asleep EP \| \| Probleme în audiția fișierelor? Vezi ajutor media. \| |
| Imaginary (info)                                        | |
| "Imaginary" din Evanescence EP                          | |
| Understanding (info)                                    | |
| "Understanding" din 'Evanescence EP' și Sound Asleep EP | |
| Probleme în audiția fișierelor? Vezi ajutor media.      | |

## Membri
- Amy Lee - Voce, pian, claviatură, aranjamente
- Ben Moody - Chitară, baterie, aranjamente

### Alții
- William Boyd - chitară mass, baterie, voce pentru "Solitude"
- Matt Outlaw - baterie în "Solitude" și "So Close"
- Rocky Gray - baterie în "Understanding"